# Effetti personali (programma televisivo)
Effetti personali è stata una trasmissione televisiva documentaristica italiana dedicata ai viaggi, andata in onda su LA7d dal 2011 al 2013 condotta da Francesca Senette.

## La trasmissione
Il programma racconta ogni settimana una metropoli attraverso filmati e un'intervista a un personaggio noto legato a queste ultime. .
Vengono raccontate le nuove tendenze, opere architettoniche, musei, luoghi caratteristici e zone sconosciute dei diversi itinerari di viaggio.
La sigla iniziale è I See A Different You del duo svedese Koop ft. Yukimi Nagano

## Elenco delle puntate

### Prima edizione (2011)
La prima edizione ebbe inizio il 24 febbraio 2011 per un totale di dieci puntate.
- Siviglia - intervista a Rosita Celentano (24 febbraio)
- Atene - intervista a Gaia De Laurentiis (3 marzo)
- Lisbona - intervista a Roberto Vecchioni (10 marzo)
- Barcellona - intervista a Cristiana Capotondi (17 marzo)
- Budapest - intervista ad Emilio Solfrizzi (24 marzo)
- Praga - intervista a Carmen Lasorella (31 marzo)
- Londra - intervista ad Elio Fiorucci (7 aprile)
- Vienna - intervista a Jasmine Trinca (14 aprile)
- Berlino - intervista a Massimo Ghini (21 aprile)
- Parigi - intervista a Massimiliano Fuksas (28 aprile)

### Seconda edizione (2012)
La seconda invece partì il 16 gennaio 2012 e conta dodici puntate. Quest'ultima edizione presenta alcune differenze, non sostanziali, rispetto alla precedente; infatti si sono visitate città extra-europee e città anche italiane. Inoltre nella puntata del 19 marzo è stata visitata non una città, bensì una regione geografica intera (la Bretagna e la Normandia).
- Madrid - intervista a Joaquín Cortés (16 gennaio)
- Palermo - intervista a Iaia Forte (23 gennaio)
- Oslo - intervista a Pippo Delbono (30 gennaio)
- Buenos Aires - intervista a Melissa Panarello (6 febbraio)
- Marrakech - intervista ad Alessio Boni (13 febbraio)
- Catania - intervista a Donatella Finocchiaro (20 febbraio)
- Beirut - intervista a Gad Lerner (27 febbraio)
- Roma - intervista a Enrico Silvestrin (5 marzo)
- Istanbul - intervista ad Alessandro Bergonzoni (12 marzo)
- Bretagna e Normandia - intervista a Lillo & Greg (19 marzo)
- Francoforte - intervista a Paola Concia (26 marzo)
- Zurigo - intervista a Philippe Daverio (2 aprile)

### Terza edizione (2013)
La terza edizione ha avuto inizio il 21 gennaio 2013 e proseguì per dodici settimane. Presenta cambiamenti dal punta di vista grafico, oltre che ad una breve presentazione delle guide all'inizio della puntata (non presente delle prime due edizioni). Due delle città visitate in questa edizione hanno già una puntata dedicata nella prima stagione (Berlino e Barcellona).
- Stoccolma - intervista a Filippa Lagerbäck (21 gennaio)
- Marsiglia - intervista a Giancarlo De Cataldo (28 gennaio)
- Edimburgo - intervista a Fabrizio Gifuni (4 febbraio)
- Milano - intervista a Francesco Mandelli (11 febbraio)
- Tel Aviv - intervista a Roberto Farnesi (18 febbraio)
- Liverpool - intervista a Paola Maugeri (25 febbraio)
- Copenaghen - intervista a Stefano Bollani (4 marzo)
- Basilea - intervista a Andrea Lehotská (11 marzo)
- Berlino - intervista a Irene Grandi (18 marzo)
- Barcellona - intervista a Concita De Gregorio (25 marzo)
- Napoli - intervista a Massimiliano Rosolino (1º aprile)
- Casablanca - intervista a Giovanni Veronesi (8 aprile)